# Comté de Dalwallinu
Le Comté de Dalwallinu est une zone d'administration locale à l'est de l'Australie-Occidentale en Australie. Le comté est situé à environ 250 kilomètres au nord-nord-est de Perth, la capitale de l'État.
Le centre administratif du comté est la ville de Dalwallinu.
Le comté est divisé en un certain nombre de localités:
- Dalwallinu
- Buntine
- East Damboring
- Jibberding
- Kalannie
- Nugadong
- Pithara
- Wubin
- Xantippe

Le comté a 10 conseillers locaux et est divisé en 3 circonscriptions:
- East Ward (2 conseillers)
- North Ward (2 conseillers)
- South Ward (6 conseillers.